# تيكوماريا

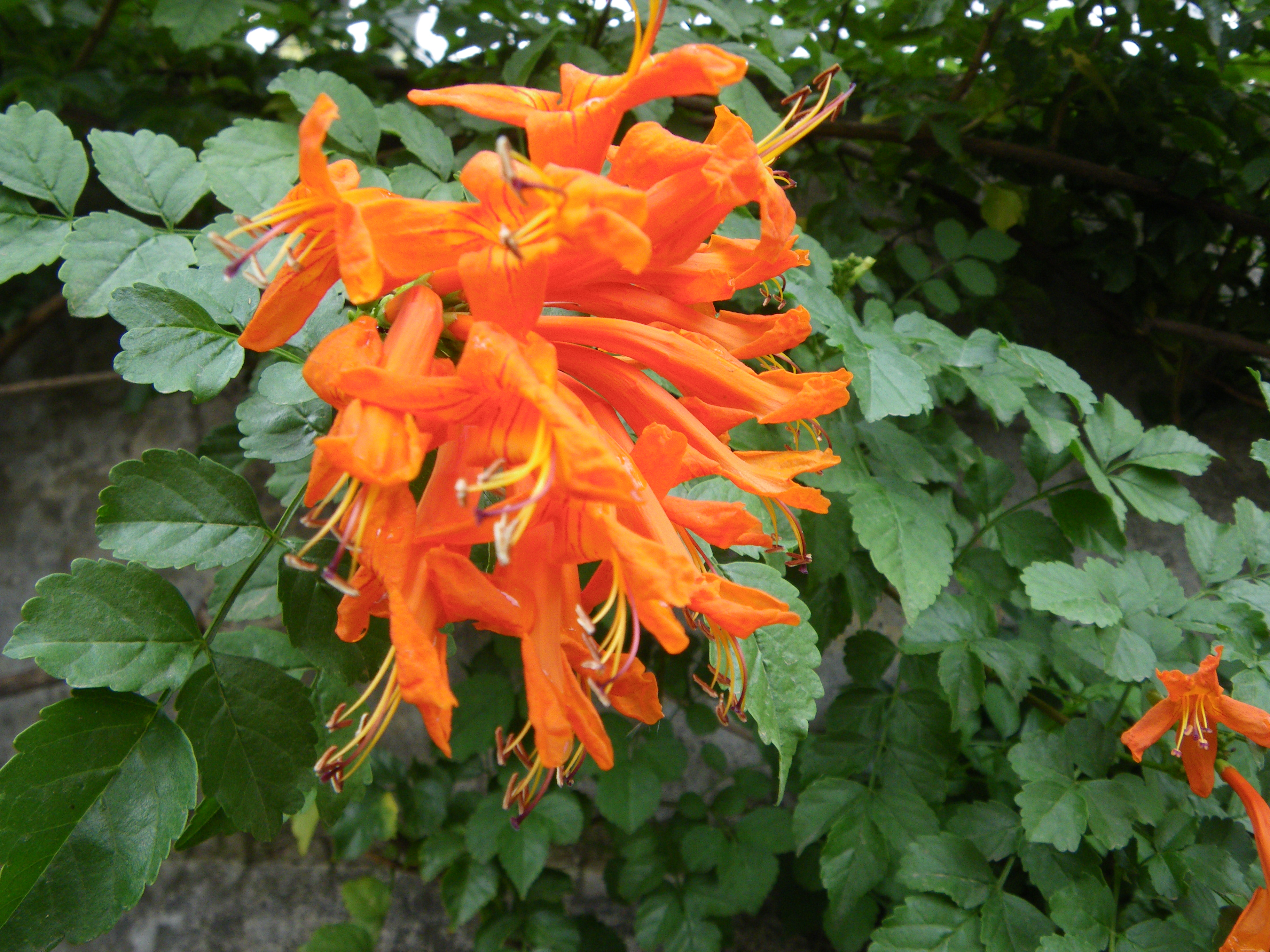
تيكوماريا كابينسيس

تيكوماريا هو جنس من النباتات المزهرة يتبع فصيلة البيغنونية. يضم نوعين من الشجيرات أو الأشجار التي تعود أصولها إلى إفريقيا جنوب الصحراء، وتمتد من جمهورية الكونغو الديمقراطية وتنزانيا حتى جنوب إفريقيا

## التصنيف العلمي
في أوائل الثمانينيات، تم تغيير اسم الجنس إلى تيكوما لأن علماء النبات اعتبروا أن الفروقات في الأزهار بين تيكوماريا و تيكوما لم تكن كبيرة بما يكفي لتبرير فصلهما، وبالتالي يجب معاملتهما كجنس واحد – وعليه، أصبح اسم Tecomaria capensis هو Tecoma capensis
لكن الدراسات الجزيئية الحديثة أظهرت أن تيكوماريا ترتبط ارتباطًا وثيقًا بجنس بودرانيا أكثر من ارتباطها بـ تيكوما، مما يعني أنه لا ينبغي تصنيفها مع تيكوما، وبالتالي تمت إعادة اسم الجنس إلى تيكوماريا.
هذه الحالة تُعد مثالا على كيفية قلب الأدلة المستندة إلى الحمض النووي للاستنتاجات السابقة التي استندت فقط إلى التشابه الشكلي (أي مظهر النبات الخارجي).

## الأنواع
- تيكوماريا كابينسيس - أنغولا، جمهورية الكونغو الديمقراطية، تنزانيا، مالاوي، موزمبيق، إسواتيني، وجنوب إفريقيا
- تيكوماريا نياسا – أنغولا، جمهورية الكونغو الديمقراطية، تنزانيا، موزمبيق، مالاوي، وزامبيا